# Topcraft
A Topcraft (トップクラフト; Toppukurafuto) vagy Top Craft egy japán animestúdió volt. 1972-ben alapította a Toei Animationből kilépett Hara Tóru producer. A stúdió kézzel rajzolt animációval szerzett hírnevet. Többnyire más stúdiókkal koprodukcióban dolgozott. Leghíresebb műve a Nauszika – A szél harcosai. A film sikere ellenére a stúdió becsődölt és 1985. június 15-én felszámolták. A Nauszika sikerének hatására azonban Mijazaki Hajao, Szuzuki Tosio és Takahata Iszao felvásárolták a stúdiót és megalapították a Studio Ghiblit. A Topcraft animátorainak egy része csatlakozott a Ghiblihez, míg mások más stúdióknál helyezkedtek el.

## Munkái

### Anime
- Barbapapa (1974–1975) (a KSS-el)
- Nauszika – A szél harcosai (1984)
- Koala Boy Kokki (1984–1985) (a Tohóval)

#### Koprodukciós művek és együttműködések
- Mazinger Z (1972–1974) (a Toei Animation sorozata, a Topcraft az 55., 60., 64., 70., 76., 82., 84., 87. és 89. epizód gyártásáért felelt)
- Boken Korobokkuru (1973–1974) (az Eikennel és a Tatsunokóval koprodukcióban)
- Time Bokan (1975–1976) (a Tatsunko sorozata, a Topcraft a 3., 8., 22., 24., 28., 31., 34., 37. és 42. epizód gyártásáért felelt)
- Paul no Miracle daiszakuszen (1976–1977) (a Tatsunokóval koprodukcióban)
- Lupin III: Part II (1977–1980) (a TMS Entertainment sorozata, a Topcraft a 24., 29., 109., 114., 119., 122., 124. és 128. epizód gyártásáért felelt)
- Óz, a nagy varázsló (1982) (a Tohóval koprodukcióban)
- SF sinszeiki Lensman (1984) (a Madhouse Studios-szal és az MK Company-vel koprodukcióban)
- Macross: Az űrcsatahajó (1984) (az Artlanddel, a Studio Nue-val és Tatsunokóval koprodukcióban)
- Galactic Patrol Lensman (1984–1985) (a Madhouse Studios-szal és az Office Academy-vel koprodukcióban)
- Jume no Button Nose (1985–1986) (a Sanrio sorozata, a Topcraft a 3., 7., 8., 10., 12., 13., 16., 17. és 19. epizód gyártásáért felelt)

#### Egyéb közreműködések
- Onbu Obake (1972–1973) (az Eiken sorozata)
- Gatchaman (1972–1974) (a Tatsunoko Production sorozata)
- Jim Button (1974–1975) (az Eiken sorozata)
- Maja, a méhecske (1975–1976) (a Nippon Animation sorozata)
- Ippacu Kanta-kun (1977–1978) (a Tatsunko sorozata)
- Jarinko Chie (1981–1983) (a TMS Entertainment sorozata) (42., 45., 49. és 51. epizód)
- Kodzsika Mongatari (1983–1985) (az MK Company sorozata) (11., 12., 14., 22., 23., 27., 29. és 32. epizód)
- Mahó no jószei Persia (1984–1985) (a Studio Pierrot sorozata)
- Sherlock Holmes, a mesterkopó (1984–1985) (a TMS Entertainment sorozata) (24. epizód)
- Saber Rider and the Star Sheriffs (1984–1985) (a Studio Pierrot sorozata) (27. és 29. epizód)

### Nem anime
- The Jackson 5ive (1971–1973)
- The Osmonds (1972–1973)
- Klasszikus mesék fesztiválja (1972–1973)
  - 20 000 mérföld a tenger alatt (1972)
  - Tom Sawyer kalandjai (1972)
- Kid Power (1972–1974)
- The ABC Saturday Superstar Movie (1972–1973)
  - Red Barron (1972)
  - Wille Mays and the Hey-Say Kid (1972)
  - That Girl in Wonderland (1973)
- Twas the Night Before Christmas (1974)
- The First Easter Rabbit (1976)
- Frosty's Winter Wonderland (1976)
- A hobbit (1977)
- The Stingiest Man in Town (1978)
- Muki Doki (1979–1980) (a PolyScope Productionnel és a DePatie-Frelenggel koprodukcióban)
- Easter Fever (1980) (a Nelvanával koprodukcióban)
- A király visszatér (1980)
- The Flight of Dragons (1982)
- Az utolsó egyszarvú (1982)
- Dexi és Bumbi (1983) (a Rob Houwer Filmmel koprodukcióban)